# Gotardo Kettler
Gotardo Kettler, Duque da Curlândia (em alemão: Gotthard Kettler, Herzog von Kurland; Anröchte, 2 de fevereiro de 1517 – Mitau, 7 de maio de 1587) foi o último Mestre da Ordem da Livônia e primeiro Duque da Curlândia e Semigália.

## Biografia
Kettler nasceu perto de Anröchte, Kreis Soest, de uma antiga família nobre da Vestfália e do nono filho do cavaleiro alemão Gotthard Kettler zu Melrich (nascido entre 1527-1556) e sua esposa Sofia de Nesselrode. O irmão mais velho de Gotardo, Guilherme Kettler, foi bispo de Münster de 1553 a 1557.
Kettler alistou-se na Ordem da Livônia por volta de 1537 e tornou-se um cavaleiro. Em 1554 Gotardo Kettler tornou-se comenda de Dünaburg, e em 1557 comenda de Fellin. Em 1559, durante a Guerra da Livônia (1558-1582), ele sucedeu Wilhelm von Fürstenberg como Mestre da Ordem Teutônica na Livônia. Quando a Confederação da Livônia ficou sob crescente pressão do czar Ivã, o Terrível, Kettler converteu-se ao luteranismo e secularizou a Semigália e Curlândia. Com base no Tratado de Vilnius (1561), ele fundou o Ducado da Curlândia e Semigália como um estado vassalo do Grão-Ducado da Lituânia, que logo foi incorporado na Comunidade Polaco-Lituana.
Em 11 de março de 1566, Kettler se casou com a duquesa Ana de Mecklemburgo, filha do duque Alberto VII de Macklemburgo-Güstrow e da princesa Ana de Brandemburgo. Seguindo a proposta do Duque em 1567, a assembléia regional da Curlândia (landtag) decidiu construir 70 novas igrejas e 8 escolas nas áreas remotas do Ducado, onde muitos camponeses ainda viviam e morriam sem serem batizados.
Ele faleceu em 17 de maio de 1587 em Mitau, aos 70 anos. Seus herdeiros reinaram na Curlândia até 1737.